# Frankel Steel
Frankel Steel war ein kanadischer Altmetallhändler.

## Geschichte

### Gründerfamilie
Leo Frankel (1. Januar 1864 in Biblis–1933) war der älteste Sohn von  Gottschall (1832–1918) und Mina Fränkel (1831–1921), die am 31. Januar 1863 geheiratet hatten. Nach der höheren Schule ging er als 17-Jähriger von Biblis nach Kanada, wobei er an Bord der Weser am 8. November 1880 in New York City ankam. Während er in Toronto als Büroangestellter für die Dominion Iron & Metal Co. arbeitete, begann er seinen eigenen Altmetallhandel an der Ecke Wellington und York Street aufzubauen, der von anfänglich 3000 sq.ft. auf das Hundertfache anwuchs. 1886 gründete er die Firma Frankel Brothers. Alle seine Geschwister waren bis etwa 1900 nach Kanada gefolgt. Am 2. Juli 1890 heiratete er Helena Mayer aus New York City, mit der er drei Söhne hatte. Ab 1908 wohnte die Familie im Gooderham House, 504 Jarvis St., Toronto. Sein Bruder Maurice und seine Frau Ruth lebten mit den Kindern Ivan und Leo in 120 Isabella Street. Leo diente als Präsident der Toronto Hebrew Congregation Holy Blossom und ab 1908 als Vizepräsident der Toronto Hebrew Benevolent Society. Er erfreute sich am Motorsport, Bowlen und Fischen.
Frankel Brothers handelten mit Buntmetall sowie Stahl und produzierten Weißmetalllegierungen. Sie betrieben eine Schmelzhütte an der Eastern Avenue, das Warenhaus des verstorbenen John Hallam (1833–1900), ein Zweighaus in Montreal und Agenturen in New York.
Leo war ferner Präsident der National Electric Heating Company in Galt (heute Teil von Cambridge (Ontario)), die Asher Pritzker 1907 gegründet hatte, um anfangs elektrische Büroheizungen anzubieten, die bald aber eine Vielzahl elektrischer Geräte wie das Dictaphone produzierte. Mit der Edison Con. führten sie ab 1913 einen Prozess um die Stromversorgung von Manhattan.
Leos Sohn, Egmont L. Frankel (1892–1964) besuchte die Model School und Upper Canada College, ehe er an die University of Toronto ging, die er 1911 als chem. Verfahrenstechniker absolvierte. Er wurde zum Vorsitzenden der Waste Material Dealers Association (Metals Division) ernannt. 1922 wurde er General Manager bei Frankel Brothers. 1925 heiratete er Ruth Hartman aus Chicago. Mit seinem jüngeren Bruder Roy H. Frankel (1896 - ) stieg er zum Präsident und Secretary von Frankel Brothers auf. Er war Mitbegründer des Oakdale Golf Club und der einzige Kanadier, der Präsident der American Society of Secondary Materials wurde. Er diente auch als Präsident des Toronto General Hospital Building Fund, des Canadian Jewish Congress und als Vizepräsident des United Jewish Appeal.

### Einstieg ins Konstruktionsgeschäft
Um ins Konstruktionsgeschäft einzusteigen, engagierten sie 1931 John Louis „Jack“ Kellermann (1911 – August 1965), der zuvor bei McClintic-Marshall Company in Pottstown und Buffalo gearbeitet hatte. Kellermann hatte nach Besuch der Central Technical School in Toronto bei einem deutschen Emigranten, dem er Englisch beibrachte, anhand deutscher Lehrbücher Bauingenieurwesen gelernt und 1928 sein Examen zum Bauingenieur abgelegt.
Die Firma wurde schließlich in Frankel Steel Construction Ltd. umbenannt. Kellermann wurde 1953 Direktor der Steel Division und 1961 Generals Manager. Daneben diente er zwanzig Jahre als Direktor des Canadian Institute of Steel Construction, der Toronto Construction Association und des Canadian Welding Bureau. Als Vorsitzender einer Joint-Venture-Partnerschaft von Dominion Bridge Co. Ltd. und Frankel Structural Steel Ltd. leitete Kellermann den Bau des Toronto-Dominion Centre.
Nachdem Kellermann dem Krebs erlegen war, richtete das Canadian Institute of Steel Construction mit Spenden von Freunden ein Stipendium in Jacks Namen ein und die University of Toronto richtete das J.L. Kellermann Graduate Fellowship ein.
Der aus Liverpool stammende, 1964 als Vizepräsident eingestiegene Eric L. Hartley, wurde 1965 zum Präsident erwählt. 1967 waren sie am Toronto Dominion Bank Tower beteiligt. Anfang der 1970er errichteten sie den Stelco Tower in Hamilton. Zwischen 1968 und 1975 war Geoffrey James Jackson vom Vizepräsident zum Präsident aufgestiegen.
Als sie nach hundertjährigem Bestehen das Stahlgerüst für das 52-geschossige Hauptquartier der Morgan Guaranty Trust (J.P. Morgan & Co.) bauten, konnten sie keinen Käufer finden.

## Weitere Bauwerke
wenn nicht anders angegeben, in Toronto:
- 1938: Holy Blossom Temple in York
- 1958: 505 University Avenue
- 1963: Canada Square
- 1967: TD Waterhouse Tower
- 1969: Royal Trust Tower
- 1971: Four Seasons Yorkville Hotel
- 1972: York Centre
- 1972: Michner Institute
- 1973: Munich Re Centre
- 1974: Canadian Pacific Tower
- 1976: First Canadian Place
- 1977: Goh Ohn Bell Shelter
- 1981: Atrium on Bay
- 1988: Scotia Plaza